# Union City (Indiana)
Union City est une ville située dans le comté de Randolph, dans l’État de l'Indiana, aux États-Unis. Lors du recensement de 2020, elle comptait 3 454 habitants.